# 小坪頂 (新北市)

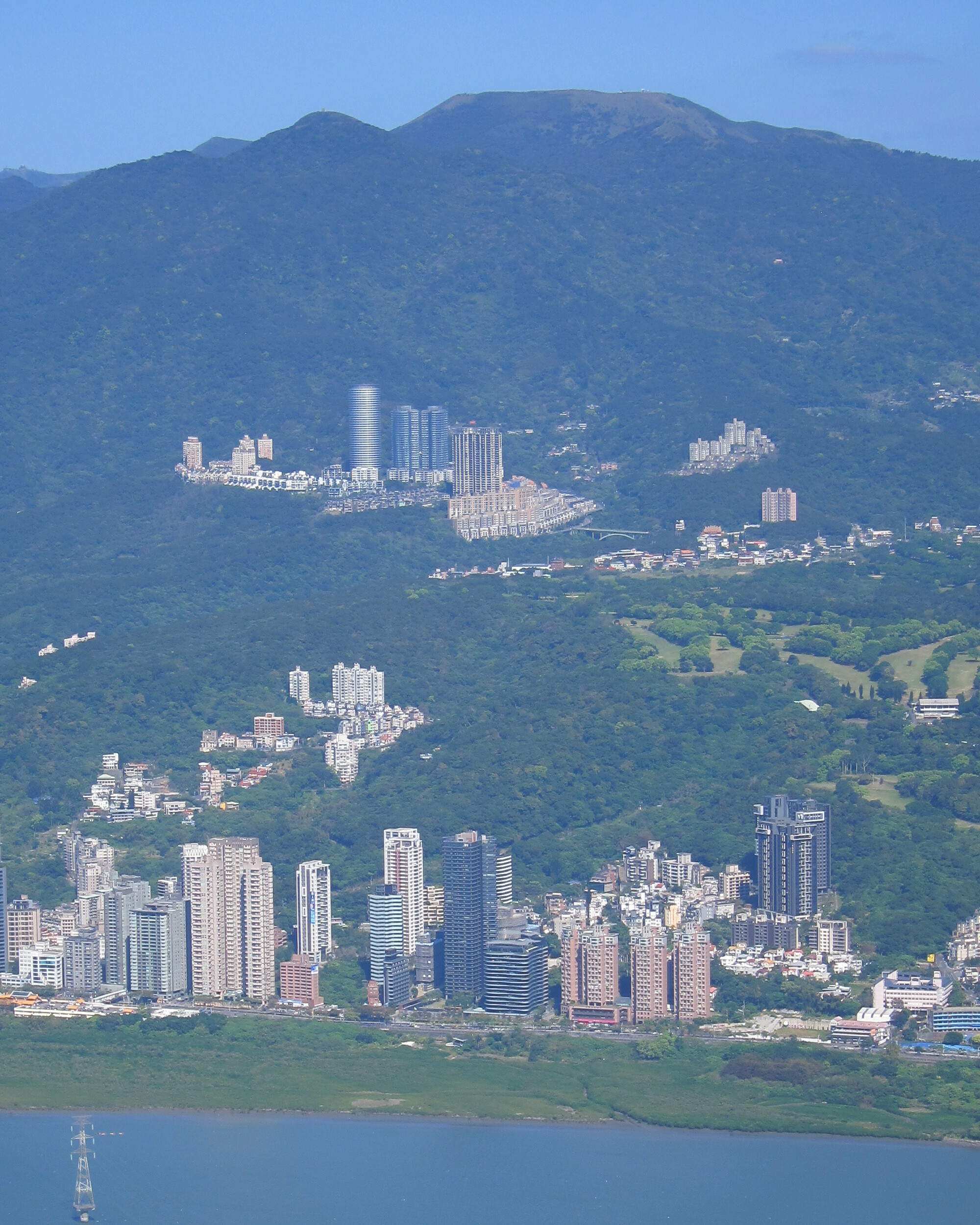
位於大屯山麓的小坪頂社區，下方為竹圍紅樹林保護區

小坪頂 是臺灣新北市淡水區的一個地名，位於該區東南部大屯山麓，範圍大致為坪頂里不含北部及南端、八勢里最東端南部、民生里東北端。

## 歷史

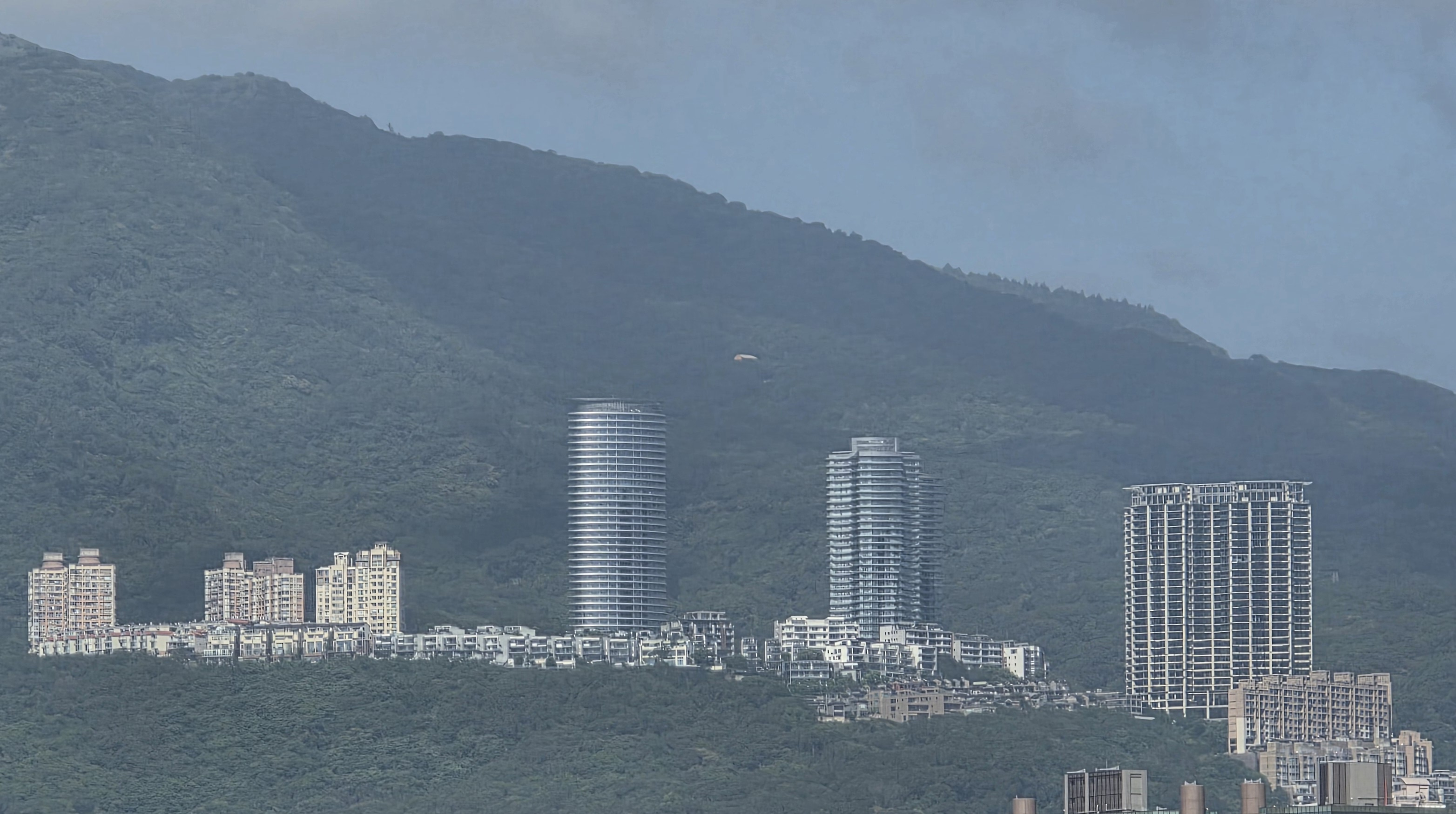
新北市八里區視角的淡水小坪頂建築群

台灣清治末期至日治前期，小坪頂地區為一街庄，稱為「小坪頂庄」，隸屬於芝蘭三堡。該庄北與三空泉庄、興福藔庄為鄰，東南與頂北投庄、嗄嘮別為鄰，西南邊為小八里坌庄。
1901年（日治明治三十四年）11月，該庄隸屬於臺北廳，編入第二十六區。1906年（明治三十九年）1月，第二十六區、二十七區的部分街庄合併為「水梘頭區」，該庄屬之。1920年（大正九年），該庄改制為「小坪頂」大字，隸屬於臺北州淡水郡淡水街。
戰後1945年（民國34年）淡水街改制為淡水鎮，隸屬於臺北縣，大字亦改制為里。2010年12月，臺北縣升格為新北市，淡水鎮亦改制為淡水區。
1996年時此地開始有高樓與豪宅建築興建，此區豪宅為「南國開發小坪頂大陽明社區」坐落興福寮66、77、88巷,早年在台北縣長尤清任內時准予的開發建設案，係由南國建設進行山坡水保育後進行分割變賣，前後共有8個建商，於是從1995年開始，除了南國建設之外，還有擎碧建設、東隆五金、德葳建設、長谷建設、大華建設及廣豐實業，1995~1997年同時推出8個案子：(1)「H2O」案子(2)「擎碧大北投」 (3)「擎碧大城堡」(4)「擎天碧海」(5)「麗水山莊」(6)「南國莊園」(7)「長谷建設」(8)「大地之子」。後有，遠向建設「台北君天下」……等,此區豪宅大都坐落於坪頂里與樹興里交界,屬樹興里管轄,唯獨海誓山盟、菓嶺山莊屬於坪頂里，最新台北別墅也座落在坪頂里國華高爾夫球場旁。遠東航空張剛維之樺富建設包含：「翠山居（環遊郡－覓風區）、長谷建設（丹霞、疊翠）、海景山莊、環遊郡－采迭區。」，南國建設的南國莊園（天境360、萬通2011）,和築建設(大景山莊、半山匯)。被記者戲稱「八卦山」（因掛了八家建商，現行應為九掛）認為破壞大屯山的稜線。

## 設施
- 新北市淡水區坪頂國民小學
- 國華高爾夫球俱樂部